# Pieve di San Donato (Porrona)
La pieve di San Donato è una chiesa situata a Porrona, frazione del comune di Cinigiano nella provincia di Grosseto.

## Storia
La chiesa svolgeva fin dal Medioevo le funzioni di pieve per un vasto territorio tra la valle dell'Ombrone e il monte Amiata; fin dal XIII secolo sono attestati i versamenti delle decime alla non lontana abbazia di Sant'Antimo presso Montalcino, della quale era un possedimento: nel Duecento era infatti patronato dell'abbazia, che aveva anche il controllo del castello di Porrona.
Divenuta autonoma nel corso dei secoli, la piccola chiesa ha subito alcune ristrutturazioni, prima nel corso del XVI secolo, poi durante il XVIII secolo e, infine, tra la fine del XIX secolo e gli inizi del successivo.

## Descrizione
La pieve di San Donato si presenta come una semplice ma suggestiva chiesa in stile romanico, a unica navata, con transetto e abside.
L'edificio, realizzato in bozze di arenaria, presenta una pianta a croce che risale alla fase tardoromanica, come si nota dalla foggia dei portali della facciata e del transetto destro, dotati di arco falcato con ghiera modanata "alla pisana".
Le pareti esterne hanno mantenuto completamente il rivestimento in pietra di epoca medievale, mentre quelle interne risultano intonacate, a seguito dei vari interventi di ristrutturazione che si sono succeduti nelle varie epoche.
La facciata principale a capanna, preceduta da una scalinata, presenta il portale sovrastato da una lunetta vuota chiusa in alto da un arco a tutto sesto; al di sopra, si apre un piccolo e semplice rosone.
All'interno sono custodite alcune pregevoli opere d'arte, tra le quali spiccano statue lignee e dipinti risalenti a vari periodi storici; dal lato sinistro del transetto si accede all'attigua sagrestia. In particolare, all'interno della pieve spicca il fonte battesimale, la cui base è costituita da un capitello romanico decorato da due aquile; una tavola quattrocentesca raffigurante San Nicola in trono con angeli e donatori attribuita a Giovanni di Marco detto "dal Ponte"; e la Madonna con Bambino di Girolamo di Benvenuto, degli inizi del XVI secolo.